# Тарасова ночь
Тара́сова ночь (иначе — Перея́славская ночь) — поражение, нанесённое украинскими казаками в ходе восстания против поляков 20 мая 1630 года в окрестностях города Переяславля, осаждённого польным коронным гетманом Конецпольским. 
Запорожский гетман Тарас Трясило, собрав до 30 тысяч казаков, поспешил на выручку городу и укрепился в лагере между Трубежем и Альтой. При помощи артиллерии Тарас Трясило отражал почти ежедневные атаки поляков. Настал польский праздник тела Господнего, во время которого поляки веселились, не приняв мер предосторожности. Ночью казаки подползли к их лагерю и на рассвете с двух сторон его атаковали. Была полностью истреблена отборная гвардейская «золотая рота» охраны штаба из 150 знатнейших шляхтичей. Всего их погибло до 300 человек, множество польских ратников утонуло в реке, а остальные разбежались. Весь обоз и артиллерия польского гетмана Конецпольского достались запорожским казакам.